# Eurodryas gibrati
Eurodryas gibrati är en fjärilsart som beskrevs av Charles Oberthür 1922. Eurodryas gibrati ingår i släktet Eurodryas och familjen praktfjärilar. Inga underarter finns listade i Catalogue of Life.